# Georges Fichefet
Georges Fichefet (né à Bruges le 5 janvier 1864 et mort à Uccle le 7 mai 1954, est un peintre et un pastelliste belge. Sa palette couvre le champ pictural des paysages, des marines, des portraits.

## Biographie

### Famille et formation
Georges François Paul Fichefet, né à Bruges le 5 janvier 1864, est le deuxième des neuf enfants de Jules Henri Fichefet, employé au chemin de fer, et de Herminie Anthon. Il épouse à Ixelles le 31 mai 1899 Valentine Mignot.
Georges Fichefet étudie, durant deux ans, à l'Académie des beaux-arts de Namur, dirigée par Louis Bonet, puis il poursuit sa formation à l'Académie royale des beaux-arts de Bruxelles sous la direction du peintre Jean-François Portaels,.

### Carrière
En 1887, Georges Fichefet expose dix-huit toiles au Salon littéraire et artistique, mais la critique estime son art encore peu avancé et déplore la tristesse de ses coloris. En 1889 Georges Fichefet est reçu parmi les six candidats admis à concourir, il remporte, grâce à son œuvre Un messager apporte à Job la nouvelle d'un désastre à venir, une mention honorable au Prix de Rome belge qui n'est pas décerné lors de cette session.
En 1892, après la scission du cercle artistique L'Essor, dont il est membre, Georges Fichefet devient l'un des fondateurs du collectif Pour l'art, un cercle artistique bruxellois fondé par le peintre symboliste Jean Delville. Dans ses toiles, Fichefet restitue moulins, fermes et cloîtres dans de savants effets de lumière. Ses œuvres sont favorablement appréciées à Paris, Bruxelles, Namur et aux différents salons triennaux belges, ainsi que lors de l'Exposition universelle de Bruxelles de 1910, à une époque où ses impressions de paysages sont jugées délicates et pittoresques et réalisées par un artiste dont le métier est sûr de lui,.
Dégagé de trop de contraintes matérielles, Georges Fichefet voyage en Suisse, en Italie, en Espagne, en Bretagne, et en Écosse. À Uccle, il ouvre les portes de son atelier personnel aux amateurs et aux esthètes, lesquels découvrent de nouvelles toiles inspirées par les excursions du peintre en Flandre et en Ardenne, dans les vallées de la Meuse et de l'Ourthe.

En janvier 1914, Georges Fichefet, expose ses œuvres au Cercle artistique et littéraire ; le critique Sander Pierron écrit à ce sujet : 

« Georges Fichefet brosse ses paysages un peu partout : en Campine, en Brabant, en Ardenne, en Bretagne, dans les Alpes, mais il sait les différencier, fixer leur pittoresque particulier et leur ambiance, d'après la nature du sol et l'atmosphère locale. Il se plaît ainsi à copier des coins de jardins fleuris, des chaumières, de vieilles maisons de campagne, des rives rocheuses de fleuves, des falaises, des mers hérissées de récifs. Tous ces sites sont franchement établis, franchement peints, sans beaucoup d'accent, mais avec une incontestable sincérité. Dans cette facture de Fichefet, il n'y a rien de tintamarresque, de bluffeur, elle est simple, normale.[…] Georges Fichefet a inscrit certaine grandeur dans ces sauvages côtes de Bretagne, où les eaux bleues montent perpétuellement à l'assaut des écueils et dans le panorama du village de Leysin[…]. Ces paysages exotiques sont bien différents des paysages wallons ou flamands qu'a interprétés le peintre. »

### Dernières années
Georges Fichefet meurt, à l'âge de 90 ans à Uccle le 7 mai 1954.

## Œuvres

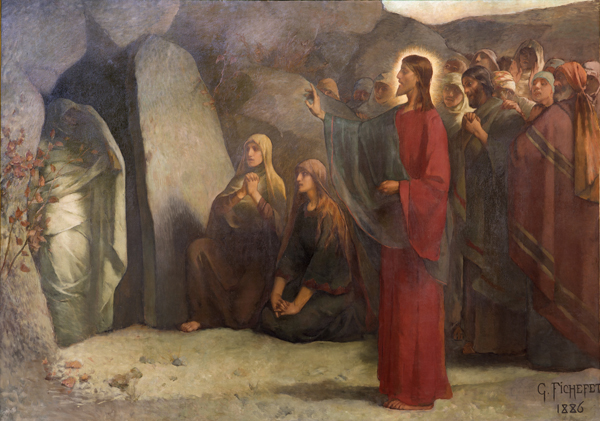
La Résurrection de Lazare à Gembloux, Église Saint-Guibert de Gembloux ,1886.

### Expositions
- Un café concert, Salon de Gand de 1889[8] ;
- Adam et Ève chassés du paradis terrestre, Salon de Gand de 1892[9] ;
- Jeune fille à la raquette, Salon de Gand de 1892[9] ;
- Baigneuse, Exposition universelle de 1893 à Chicago[10] ;
- Jeune fille anglaise, au Salon de Bruxelles de 1903[11] ;
- Maison de campagne, au salon artistique et littéraire en 1914[7] ;
- Porche fleuri, au salon artistique et littéraire en 1914[7] ;
- Château d'Ohain, au salon artistique et littéraire en 1914[7] ;
- Pointe du Cardinal (Belle-Île-en-Mer), au salon artistique et littéraire en 1914[7] ;
- Village de Leysin, au salon artistique et littéraire en 1914[7] ;
- Rochers sur la Lesse, au salon artistique et littéraire en 1914[7].

### Enchères
Entre 1991 et 2024, plusieurs œuvres de Georges Fichefet sont vendues aux enchères :
- La Baigneuse ;
- Barque à l'embarcadère ;
- Les Bateaux huîtriers à Cancale ;
- Dans les dunes ;
- Vieux port de Blankenberge ;
- Les Lavandières ;
- Vue méditerranéenne ;
- Portrait d'une dame que qualité (1910).